# Cornelsen Kulturstiftung
Die Cornelsen Kulturstiftung ist eine gemeinnützige Stiftung unter dem Dach des Stifterverbandes für die Deutsche Wissenschaft mit Sitz in Essen. Sie widmet sich dem Denkmalschutz in Berlin und Brandenburg.

## Geschichte

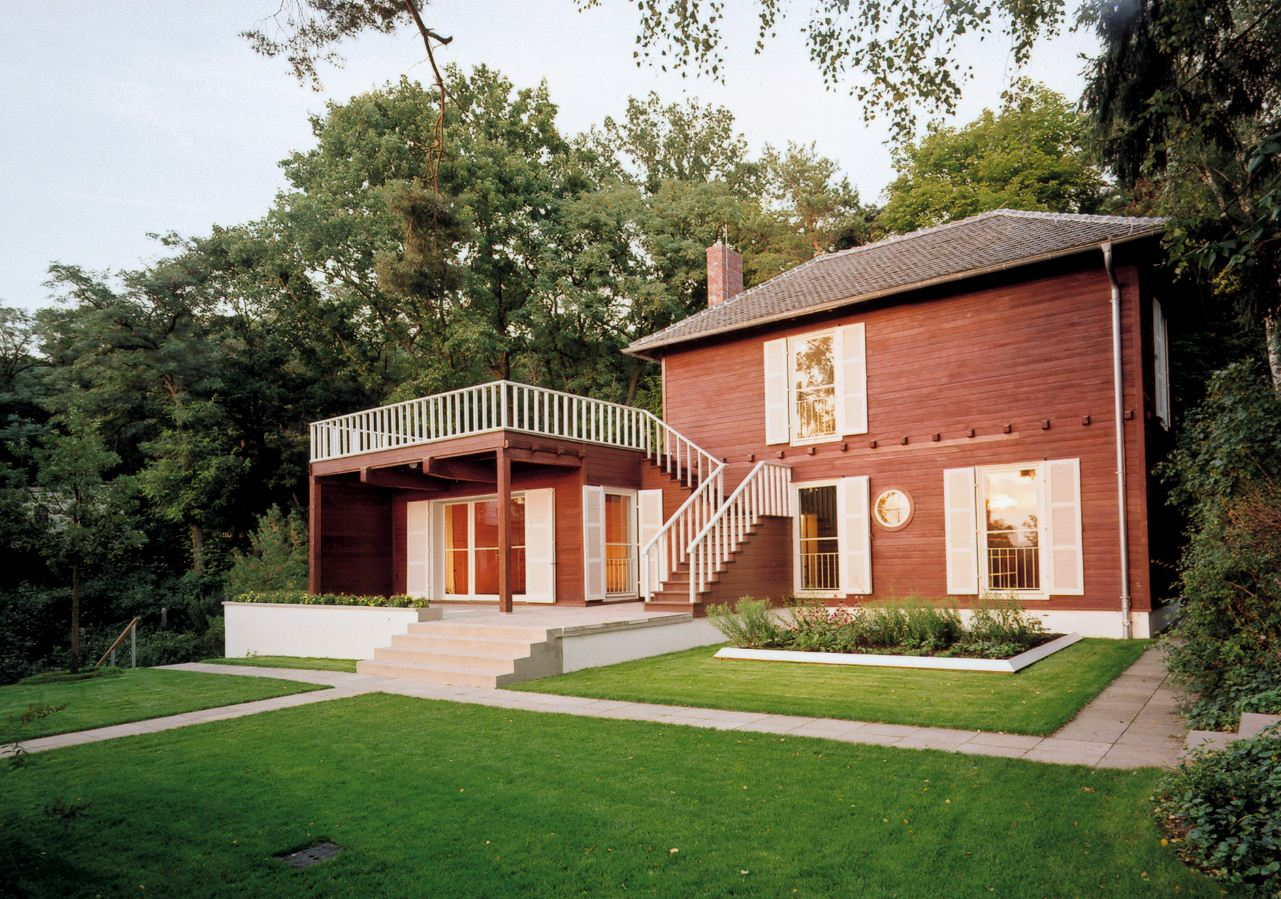
Das Einsteinhaus in Caputh nach seiner aufwendigen Restaurierung.

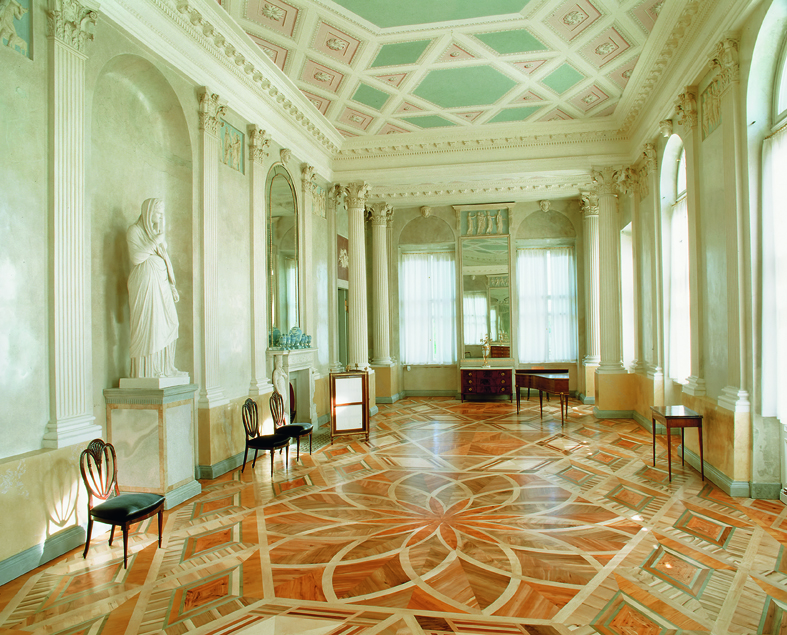
Das Marmorpalais nach seiner aufwändigen Restaurierung.

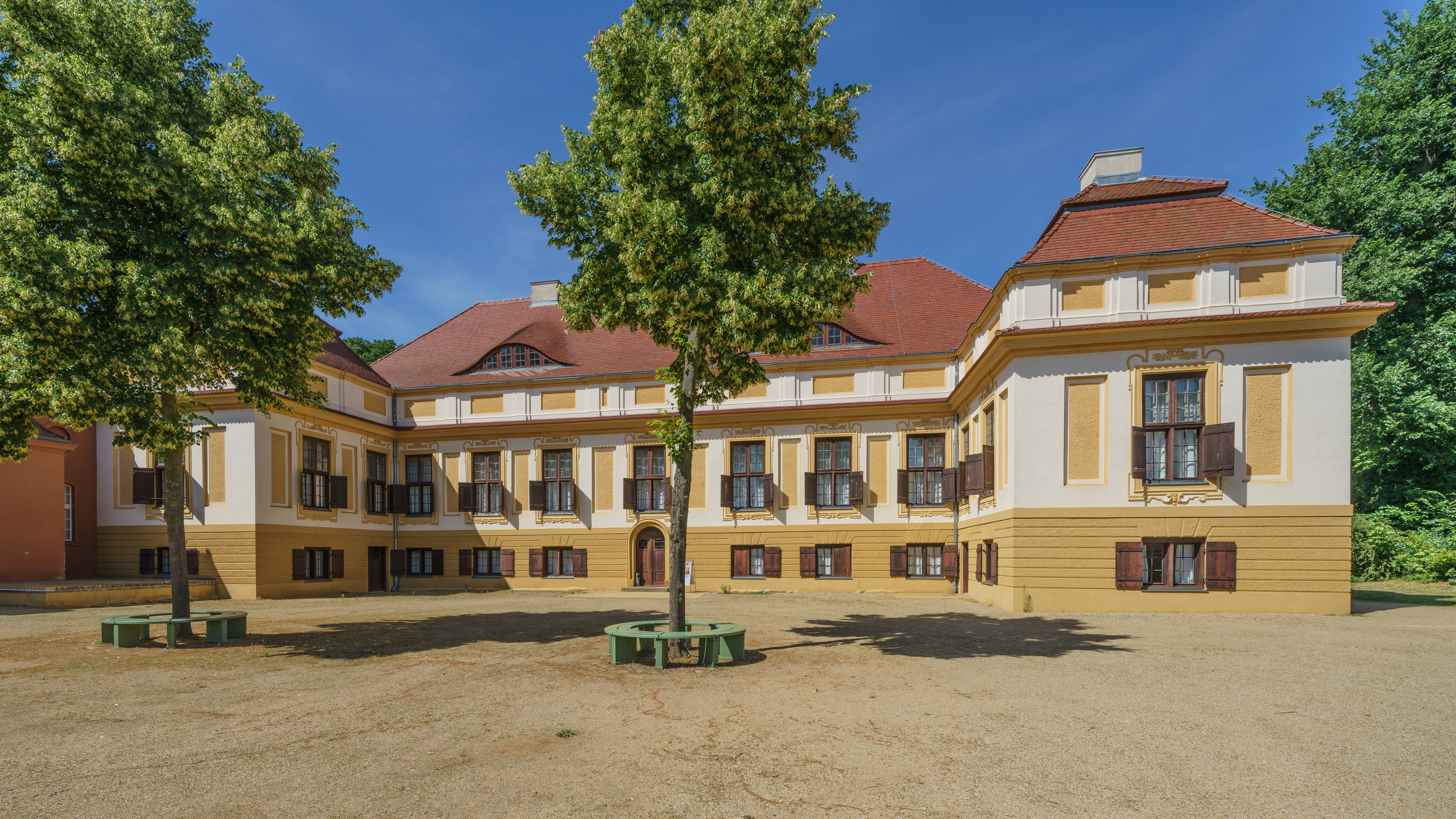
Das Schloss Caputh nach seiner aufwändigen Restaurierung.

Die Stiftung wurde 1996 von Ruth Cornelsen, der zweiten Ehefrau des Verlagsgründers Franz Cornelsen gegründet. Sie würdigte damit das Lebenswerk und das Engagement ihres verstorbenen Mannes. Franz Cornelsen, Unternehmer, Verleger und Stifter, hatte drei gemeinnützige Stiftungen gegründet, die vor allem der Bildung, aber auch dem Umweltgedanken und der Kunstförderung dienen.
Die Erträge aus dem Stiftungskapital werden in Abstimmung mit einem wissenschaftlichen Beirat Projekten von kulturhistorischer Bedeutung zugeführt.
Die Stiftung hat 30 kulturhistorisch bedeutsame Denkmale instand setzen und restaurieren lassen. Die Stiftung gehört dem Stifterverband für die Deutsche Wissenschaft an. Das derzeitige Fördervolumen beträgt jährlich etwa 300.000 Euro.

## Stiftungszweck
Stiftungszwecke sind der Erhalt und die Restaurierung kulturhistorischer Gebäude und Kunstwerke. Außerdem werden Gemälde oder Einrichtungsgegenstände für Museen und kunsthistorische Bauten beschafft. Bei der Denkmalpflege werden Bund und Länder nicht aus ihrer Verantwortung entlassen: Die Stiftung verbindet eine Mittelzuwendung in der Regel mit der Auflage, dass auch öffentliche Gelder eingebracht werden müssen.

## Organisation
Der Stiftungsbeirat bestimmt, welche Projekte mit den vorhandenen Fördermitteln unterstützt werden. Der Beirat besteht aus Andrea Cornelsen, Hartmut Dorgerloh, Stefan Körner und André Schmitz. Verantwortlich im Deutschen Stiftungszentrum Berlin ist Matthias Sommer.

## Bisherige Förderungen
Zu den Förderprojekten zählen bedeutende Schlösser, historische Bauten, Kirchen und Museumseinrichtungen in Berlin und Brandenburg. Bisher wurden folgende Projekte unterstützt:

### Restaurierungen
- Putten- oder Fahnentreppe des Potsdamer Stadtschlosses[7][8]
- „Kleine Neugierde“ im Schlosspark Glienicke[9]
- Neugestaltung des Kleistgrabs am Kleinen Wannsee[10]
- Schloss Caputh
- Schloss Schönhausen
- Papiertapeten in Schloss Paretz[11]
- Albert Einsteins Sommerhaus in Caputh[12]
- Das Kuppelkreuz auf dem Berliner Dom[13]
- Marmorskulptur „Das Feuer“, Park Sanssouci, SPSG[14][15] Cornelsen Kulturstiftung – Skulptur Feuer

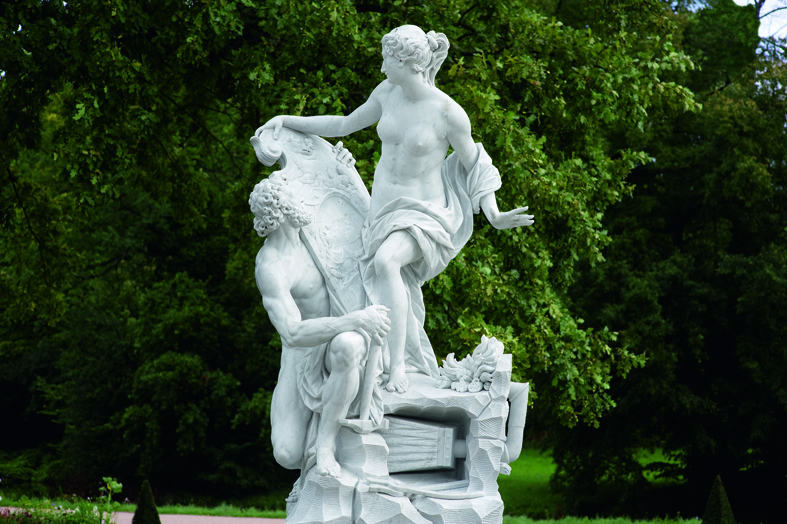
Cornelsen Kulturstiftung – Skulptur Feuer

- Das „Hundezimmer“ Friedrichs des Großen im Neuen Palais, Potsdam
- Wandgemälde von Max Liebermann in seiner Villa am Wannsee[16]
- Loggia Alexandra in Berlin-Zehlendorf[17]
- Konzertsaal im Marmorpalais in Potsdam[18]
- Kreuzbergdenkmal in Berlin-Kreuzberg
- Historischer Wasserfall im Schlosspark Klein-Glienicke
- Ruine der Franziskaner Klosterkirche in Berlin-Mitte[19]
- Heiliggeist-Kapelle in Berlin-Mitte[20]
- Orgel in der Friedenskirche Potsdam[21]
- Kapelle Klein-Glienicke bei Potsdam[22]
- Kirche Potsdam-Eiche

### Anschaffungen
- Bronzebüsten von Fanny Hensel und Felix Mendelssohn Bartholdy[23]
- Abendmahlskanne der Kirche St. Marien, Berlin Alexanderplatz[24]
- „Spindler-Schreibtisch“ im Neuen Palais in Potsdam[25] Der Spindler-Schreibtisch – restauriert und zurück an seinem Ursprungsort.

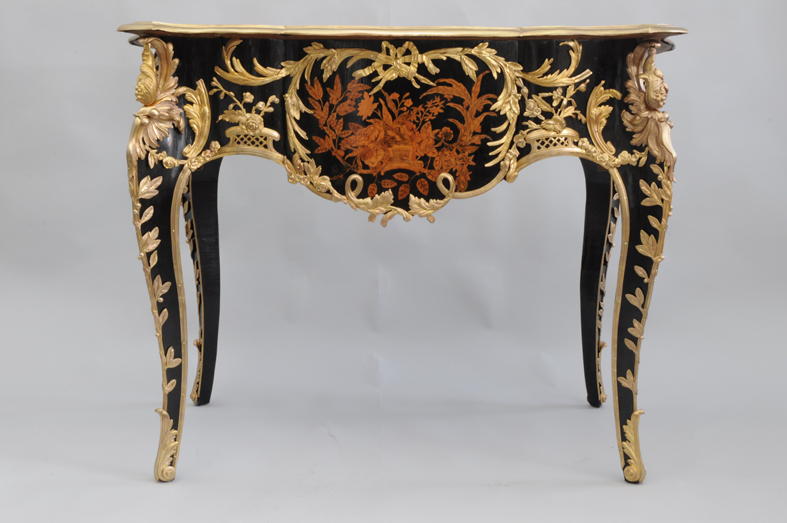
Der Spindler-Schreibtisch – restauriert und zurück an seinem Ursprungsort.

- „Philosophisches“ Tafelservice für das Neue Palais, Potsdam
- „Japanisches“ Tafelservice für das Chinesische Haus, Potsdam
- Besteck Friedrich des Großen
- Pfauenvoliere für die Berliner Pfaueninsel
- Gemälde „Maria Sallé“ von Nicolas Lancret für Schloss Rheinsberg